# Ansonia (Gattung)
Ansonia ist eine Gattung der Froschlurche aus der Familie der Kröten (Bufonidae). Die Arten der Gattung sind in Süd- und Südostasien verbreitet.

## Beschreibung
Die Arten der Gattung Ansonia zählen zu den kleinen Kröten und haben eine Kopf-Rumpf-Länge von 20 bis zu rund 45 Millimetern. Die Männchen bleiben meist kleiner als die Weibchen. Obwohl sie durch ihre zahlreichen Warzen und die großen Ohrdrüsen typisch krötenartig erscheinen, haben sie im Gegensatz zu dem plumpen Körperbau vieler anderer Krötenarten eine schlankere und flachere Gestalt. Dies sind Anpassungen an das Leben in der Strömung schnell fließender Gebirgsbäche. Dieselben Anpassungen sind auch bei den Larven der Gattung Ansonia zu beobachten. Sie sind ebenfalls abgeplattet und können sich mit speziellen Organen an Steinen festhalten.

## Arten
Die 38 Arten der Gattung Ansonia sind:
Stand: 28. Juli 2022
- Ansonia albomaculata Inger, 1960
- Ansonia echinata Inger & Stuebing, 2009
- Ansonia endauensis Grismer, 2006
- Ansonia fuliginea  (Mocquard, 1890)
- Ansonia glandulosa Iskandar & Mumpuni, 2004
- Ansonia guibei Inger, 1966
- Ansonia hanitschi Inger, 1960
- Ansonia infernalis Suwannapoom, Grismer, Pawangkhanant & Poyarkov, 2022[4]
- Ansonia inthanon Matsui, Nabhitabhata & Panha, 1998
- Ansonia jeetsukumarani  Wood, Grismer, Ahmad & Senawi, 2008
- Ansonia kanak Matsui, Nishikawa, Eto & Hossman, 2020[5]
- Ansonia karen Suwannapoom, Grismer, Pawangkhanant, Naiduangchan, Yushchenko, Arkhipov, Wilkinson & Poyarkov, 2021[6]
- Ansonia kelabitensis Matsui, Nishikawa, Eto & Hossman, 2020[5]
- Ansonia khaochangensis Grismer, Wood, Aowphol, Cota, Grismer, Murdoch, Aguilar & Grismer, 2016 "2017"
- Ansonia kraensis Matsui, Khonsue, and Nabhitabhata, 2005
- Ansonia kyaiktiyoensis Quah, Grismer, Wood, Thura, Oaks & Lin, 2019
- Ansonia latidisca  Inger, 1966
- Ansonia latiffi  Wood, Grismer, Ahmad & Senawi, 2008
- Ansonia latirostra  Grismer, 2006
- Ansonia leptopus  (Günther, 1872)
- Ansonia longidigita  Inger, 1960
- Ansonia lumut  Chan, Wood, Anuar, Muin, Quah, Sumarli & Grismer, 2014
- Ansonia malayana  Inger, 1960
- Ansonia mcgregori (Taylor, 1922)
- Ansonia minuta  Inger, 1960
- Ansonia muelleri  (Boulenger, 1887)
- Ansonia penangensis Stoliczka, 1870
- Ansonia phuketensis Matsui, Khonsue & Panha, 2018
- Ansonia pilokensis Matsui, Khonsue & Panha, 2018
- Ansonia platysoma  Inger, 1960
- Ansonia siamensis Kiew, 1985
- Ansonia smeagol  Davis, Grismer, Klabacka, Muin, Quah, Anuar, Wood & Sites, 2016
- Ansonia spinulifer  (Mocquard, 1890)
- Ansonia teneritas  Waser, Schweizer, Haas, Das, Jankowski, Min & Hertwig, 2017
- Ansonia thinthinae  Wilkinson, Sellas & Vindum, 2012
- Ansonia tiomanica  Hendrickson, 1966
- Ansonia torrentis  Dring, 1983
- Ansonia vidua  Hertwig, Min, Haas & Das, 2014